# Долина Урубамба
13°20′00″ пд. ш. 72°05′00″ зх. д. / 13.333333333333° пд. ш. 72.083333333333° зх. д.

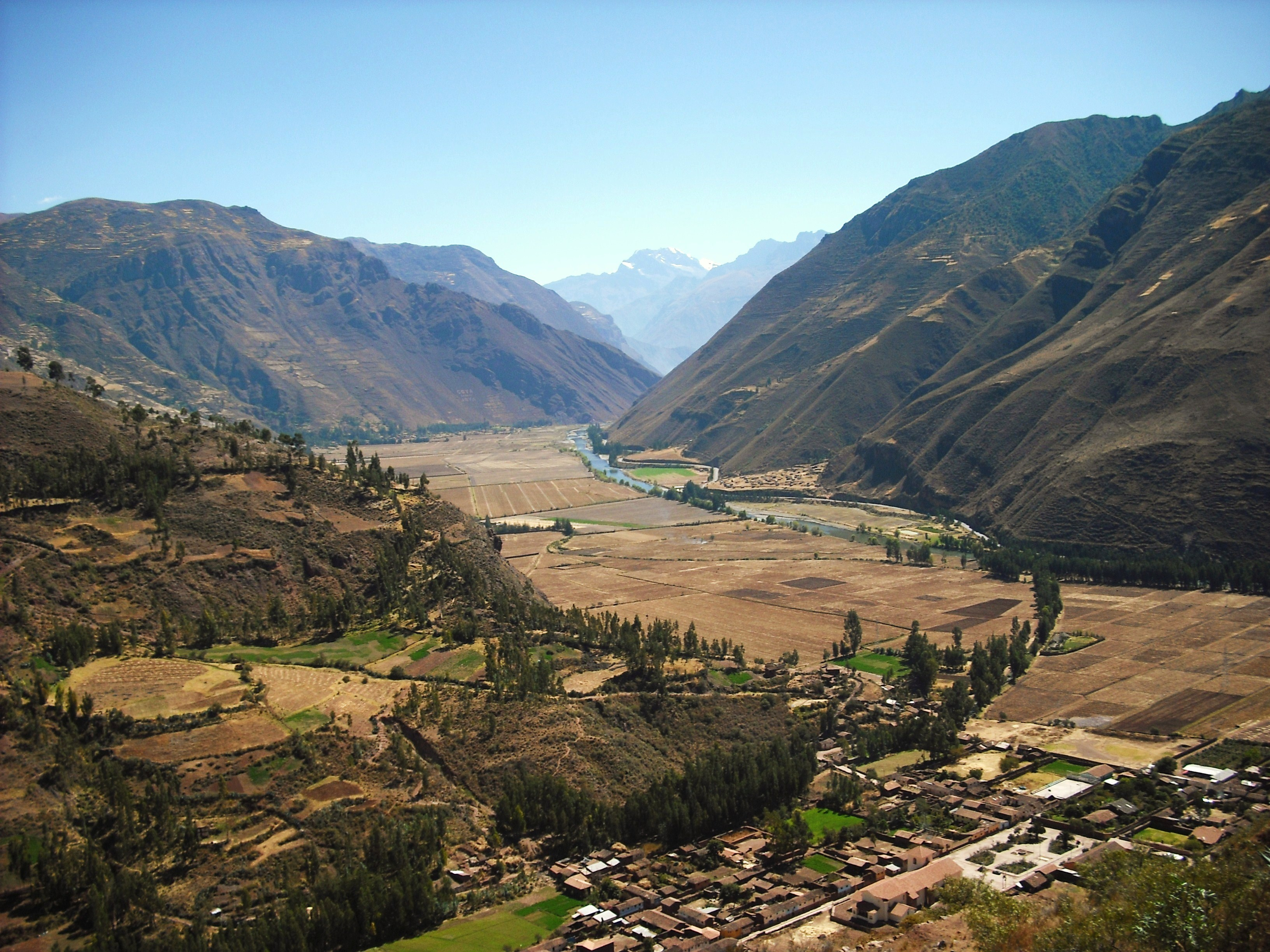
Долина Урубамба

Долина Урубамба (інша назва — Священна долина інків) — долина, утворена річкою Урубамба, в перуанських Андах недалеко від міста Куско і руїн Мачу-Пікчу. Знаходиться в сучасній провінції Куско.
За часів інків була священним місцем через свої географічні і кліматичні властивості, була одним з центральних місць імперії з видобутку ресурсів і вирощування кукурудзи, масштабно розпочатого там в 1400-х роках; передбачається, що в цьому регіоні існувала подоба «лабораторії» по виведенню нових сортів кукурудзи. Нині є місцем з великою кількістю археологічних пам'яток. За новітніми даними була центром Імперії Інків.